# Kardla
Kardla är en by (estniska: küla) i Tähtvere kommun i landskapet Tartumaa i sydöstra Estland. Byn ligger nordväst om staden Tartu, norr om Riksväg 2 (E263) och söder om vattendraget Emajõgi.